# Alexandre Despatie
Alexandre Despatie (n. 8 iunie 1985, Montréal, provincia Québec, Canada) este un săritor în apă ce a reprezentat Canada, medaliat olimpic. A participat la 4 ediții ale Jocurilor Olimpice (2000, 2004, 2008, 2012) în care a câștigat două medalii de argint.